# Help me!!
《Help me!!》(헬프 미!!)는 2013년 1월 23일 발매된 모닝구무스메의 쉰두 번째 싱글이다.

## 개요
- 11기 멤버 (오다 사쿠라) 가입 후 첫 발매 싱글이다.
- 초회한정반 A, B, C, D, E, F, 통상반 A, B의 8 형태로 발매.
- 초회한정반 A, B, C에는 DVD가 같이 수록되고 있다.
- 모든 초회한정반에는 이벤트 추첨 일련 번호 카드가 봉입되고 있다.

## 수록곡

### CD
초회한정반 A,B,C, 통상반 B
1. Help me!!
작사, 작곡 : 층쿠 / 편곡 : 오쿠보 카오루
2. Happy大作戦
작사, 작곡 : 층쿠 / 편곡 : 오쿠보 카오루
3. Help me!! (Instrumental)

초회한정반 D
1. Help me!!
2. 哀愁ロマンティック
작사, 작곡 : 층쿠 / 편곡 : 오쿠보 카오루 / 노래 : 미치시게 사유미, 후쿠무라 미즈키
3. Help me!! (Instrumental)

초회한정반 E
1. Help me!!
2. 私のでっかい花
작사, 작곡 : 층쿠 / 편곡 : AKIRA / 노래 : 다나카 레이나, 이이쿠보 하루나, 이시다 아유미
3. Help me!! (Instrumental)

초회한정반 F
1. Help me!!
2. なには友あれ!
작사, 작곡 : 층쿠 / 편곡 : 히라타 쇼이치로 / 노래 : 이쿠타 에리나, 스즈키 카논, 사토 마사키, 쿠도 하루카
3. Help me!! (Instrumental)

통상반 A
1. Help me!!
2. 大好きだから絶対に許さない
작사, 작곡 : 층쿠 / 편곡 : 오쿠보 카오루 / 노래 : 사야시 리호, 오다 사쿠라
3. Help me!! (Instrumental)

### DVD
초회한정반 A
1. Help me!! (Music Video)
2. Help me!! (Dance Shot Ver.)

초회한정반 B
1. Help me!! (Music Video)
2. Help me!! (Close-up Ver.)

초회한정반 C
1. Help me!! (Music Video)
2. ワクテカ Take a chance (Close-up モーニング娘。 Ver.)
작사, 작곡 : 층쿠 / 편곡 : 오쿠보 카오루
3. Help me!! (메이킹 영상)

## 차트
- 일간최고순위 1위 (오리콘 차트)
- 주간최고순위 1위 (오리콘 차트)